# التهاب الكبد الوليدي
التهاب الكبد في المرحلة المبكرة  هو شكل من أشكال التهاب الكبد الذي يصيب الأجنة والمواليد المبكرة.

## التعريف
التهاب الكبد بمرحلة الولادة المبكرة هو التهاب الكبد الذي يحدث فقط في مرحلة الطفولة المبكرة، عادةً ما بين شهر وشهرين بعد الولادة. يصاب حوالي 20٪ من الأطفال المصابين بالتهاب الكبد حديثي الولادة بفيروس يسبب التهابًا قبل الولادة من قبل  أمهم أو بعد ولادتهم بوقت قصير. وتشمل هذه الفيروس المضخم للخلايا، والحصبة الألمانية (الحصبة الألمانية)، وفيروسات التهاب الكبد A أو B أو C. في 80 في المئة المتبقية من الحالات لا يمكن تحديد فيروس معين كسبب، ولكن العديد من الخبراء يشتبه في أن اللوم يقع على الفيروس.

## العلامات والأعراض
عادةً ما يكون اليرقان المصاب بالتهاب الكبد حديث الولادة مصابًا باليرقان (العيون الصفراء والجلد)، والذي يظهر في عمر شهر إلى شهرين، ولا يكتسب وزناً وينمو بشكل طبيعي، ولديه كبر وطحال متضخم. لا يستطيع الرضيع امتصاص  الفيتامينات لتحقيق نمو مناسب.

### المضاعفات
الأشخاص المصابون بالتهاب الكبد في المرحلة المبكرة بالعمر الناجم عن الحصبة الألمانية أو الفيروس المضخم للخلايا معرضون لخطر الإصابة بعدوى في الدماغ يمكن أن تؤدي إلى تخلف عقلي أو شلل دماغي. العديد من هؤلاء  الرضع سيكون لديهم أيضاً مرض كبدي دائم من تدمير خلايا الكبد والندب الناتج عن ذلك (تشمع الكبد).
يسترد عادةً الرضع المصابون بالتهاب الكبد الخلوي الضخم (80 في المائة من الحالات) مع تندب قليل أو لا ندوب في الكبد. نمط نموها يستأنف عندما تتدفق الصفراء عادة في الأمعاء الدقيقة لعملية الهضم ولامتصاص الفيتامينات.
حوالي 20 بالمائة من الأطفال المصابين بالتهاب الكبد الخلوي في المرحلة المبكرة بالعمر يصابون بمرض الكبد المزمن والتليف الكبدي. يصبح كبدها صعبًا جدًا، بسبب الندوب، ولا يختفي اليرقان قبل ستة أشهر من العمر. الرضع الذين يصلون إلى هذه المرحلة من المرض في نهاية المطاف سيتطلبون عملية زراعة كبد.
بسبب انسداد القنوات الصفراوية والأضرار التي لحقت بخلايا الكبد، فإن الرضع المصابين بالتهاب في الكبد المرحلة المبكرة بالعمر المزمن لن يكونوا قادرين على هضم الدهون ولن يكونوا قادرين على امتصاص الفيتامينات A وD وE وK. نقص فيتامين (د). إلى ضعف نمو العظام والغضاريف (الكساح). هناك حاجة أيضا فيتامين (أ) للنمو الطبيعي ورؤية جيدة. يرتبط نقص فيتامين K بكدمات سهلة وميل للنزف، في حين أن نقص فيتامين (هـ) يؤدي إلى ضعف التنسيق.
التهاب الكبد المزمن في المرحلة المبكرة بالعمر سيؤدي إلى عدم قدرة الكبد على التخلص من السموم في الصفراء. هذا يسبب الحكة، والانفجارات الجلدية والتهيج.

## الأسباب
في نصف حالات الالتهاب الكبدي في المرحلة المبكرة من العمر تقريباً، يكون السبب واضحاً، ونحو 30٪ من الحالات يعود السبب إلى نقص عامل وراثي . تشمل الأسباب الأخرى تشوهات الصبغيات أو الالتهابات داخل الرحم أو رتق القناة الصفراوية.

## الانتقال
الرضع المصابون بالتهاب الكبد في المرحلة المبكرة من العمر الناجم عن الفيروس المضخم للخلايا أو الحميراء أو فيروسات التهاب الكبد A وB وC قد ينقلوا العدوى إلى الآخرين الذين يكونون على اتصال وثيق مع الرضيع.
لا ينبغي أن يتلامس هؤلاء الرضع المصابون مع النساء الحوامل بسبب احتمال أن تنقل المرأة الفيروس إلى طفلها الذي لم يولد بعد.

## آلية
ويتسبب اليرقان في إصابة القناة الصفراوية بالتهاب وتضخيمها، مما يعوق تدفق الصفراء إلى الأمعاء الدقيقة من أجل هضم الدهون وامتصاص الفيتامينات. هذا يؤدي إلى الصبغة الصفراء من الصفراء تتسرب إلى مجرى الدم، مما يتسبب في اصفرار الجلد والعينين.

## التشخيص
يتم إجراء خزعة الكبد، حيث يتم أخذ جزء صغير من الكبد من الطفل بإبرة ويتم فحصه باستخدام مجهر. ستظهر الخزعة في كثير من الأحيان أن أربعة أو خمسة خلايا كبد يتم دمجها في خلية كبيرة لا تزال تعمل، ولكن ليس كذلك كخلية كبد طبيعية. يسمى هذا النوع من التهاب الكبد في المرحلة المبكرة من العمر في بعض الأحيان «التهاب كبد الخلية العملاقة».

### تشخيص متباين
تشبه أعراض التهاب الكبد في المرحلة المبكرة من العمر اعراض الكبد الرضع، رتق القناة الصفراوية، حيث يتم تدمير القنوات الصفراوية لأسباب غير مفهومة. الرضع الذين يعانون من رتق القناة الصفراوية أيضا مصاب باليرقان وله كبد متضخم، ولكنه ينمو بشكل جيد وليس لديه تضخم في الطحال. هذه الأعراض، جنبا إلى جنب مع خزعة الكبد واختبارات الدم، وهناك حاجة للتمييز رتق القناة الصفراوية من التهاب الكبد حديثي الولادة.

## العلاج
لا يوجد علاج محدد لالتهاب الكبد في المرحلة المبكرة بالعمر. عادة ما يتم وصف مكملات الفيتامينات ويتم إعطاء العديد من الرضع الفينوباربيتال، وهو دواء يستخدم للتحكم في النوبات، ولكن أيضًا يحفز الكبد على إفراز الصفراء الإضافية. الصيغ التي تحتوي على دهون يسهل هضمها تعطى أيضا للرضيع.
التهاب الكبد الوليدي الناجم عن فيروس التهاب الكبد A يحل نفسه عادة في غضون ستة أشهر، ولكن الحالات التي تكون نتيجة للإصابة بفيروس التهاب الكبد B أو فيروس التهاب الكبد الوبائي C على الأرجح ستؤدي إلى مرض الكبد المزمن. يحتاج الأطفال الذين يصابون بتليف الكبد في نهاية المطاف إلى زراعة كبد.